# Guido Maria Conforti
Guido Maria Conforti (Casalora di Ravadese, 30 marzo 1865 – Parma, 5 novembre 1931) è stato un arcivescovo cattolico italiano, fondatore della Pia Società di San Francesco Saverio per le Missioni Estere. Beatificato nel 1996, è stato proclamato santo da papa Benedetto XVI nel 2011.

## Biografia

### La famiglia
Figlio di Rinaldo e Antonia Adorni, Guido Maria è ottavo di dieci figli di un'antica famiglia parmigiana di agrari. I Conforti sono radicati nel parmense fin dal Medioevo, ricoprendo responsabilità amministrative di governo del territorio già dalla prima metà del XIV secolo. Il Chronicon parmense li ricorda già nel 1285, quando il Podestà di Parma, alla testa di duemila uomini, distrusse la casa dei “Conforti de Monticulo”. In un atto del 5 febbraio 1327, citato nella Storia di Parma di Ireneo Affò, “...filii & heredes condam Conforti de Riana” compaiono quali testi alla transazione dei diritti sull'alta Val Parma tra Manuello Vallisneri, signore delle Valli dei Cavalieri, e il Vescovo di Parma. Nel 1353 “Johannettus de Confortis, de la Braja consul”, è presente alla lettura degli Statuti di Corniglio e Rigoso promulgati dal Vescovo Ugolino de' Rossi. Alla metà del XV secolo la famiglia, da Corniglio, segue Pier Maria II de' Rossi in occasione della costruzione del castello di Torrechiara, zona dove rimane stabilmente fino al XVIII secolo. Grazie anche al contributo di Antonio Conforti, Segretario Generale delle Finanze del Ducato di Parma, la famiglia nell'Ottocento acquista vasti possedimenti terrieri, con le tenute di Basilicanova, di Casalora di Ravadese (dove nacque Guido Maria), di San Ruffino, di Toccalmatto di Fontanellato e di San Secondo Parmense.

### La vocazione missionaria
Nel 1872 Guido Maria frequenta a Parma la scuola elementare dai Fratelli delle Scuole Cristiane. Sulla strada verso la scuola si trova la chiesa di Santa Maria della Pace, dove Guido entra e sosta ogni giorno davanti al Crocefisso e nasce in lui la vocazione sacerdotale. "Io guardavo Lui e Lui guardava me e mi pareva che dicesse tante cose", ricorderà divenuto Vescovo. Il Crocefisso rimarrà per sempre il riferimento della sua azione pastorale e missionaria, “il grande libro sul quale si sono formati i Santi e sul quale dobbiamo formarci anche noi. Esso ci parla con una eloquenza che non ha l'eguale: coll'eloquenza del sangue, e dischiude allo sguardo immensi orizzonti”, come scriverà anni dopo.
Durante gli anni del seminario, la lettura della biografia di San Francesco Saverio, il grande missionario gesuita morto alle porte della Cina nel 1552, costituisce l'ispirazione della vocazione missionaria di Guido. Le sue richieste per essere accettato come missionario dai Gesuiti e dai Salesiani non danno però l'esito sperato; questo rifiuto e la salute precaria bloccano poi il suo progetto.

### Ministero sacerdotale
Nel novembre del 1876 Guido entra in seminario. In quegli anni è rettore mons. Andrea Ferrari, con il quale nasce un'amicizia e una stima che dureranno per tutta la vita, anche quando Ferrari diventerà arcivescovo di Milano. È ordinato sacerdote il 22 settembre 1888 e celebra la sua prima Messa nel Santuario mariano di Fontanellato. Nel 1892, a 27 anni, è nominato canonico della Basilica Cattedrale di Parma e, dopo due anni, Pro-Vicario Generale. Il 7 marzo 1896 il vescovo Francesco Magani lo nomina Vicario Generale della diocesi di Parma.

### La Pia Opera della Propagazione della Fede
La “Pia Opera della Propagazione della Fede”, sorta a Lione nel 1822, ben presto si era diffusa in tutta Europa. Maria Luigia, duchessa di Parma, già nel 1837 aveva dato la sua protezione alla Pia Opera, facendone un movimento che coinvolse l'intera diocesi di Parma. Le adunanze del Consiglio si tenevano, sotto la direzione del vescovo, nello stesso palazzo vescovile. Nel marzo 1890, viene nominato direttore dell'Opera il card. Andrea Ferrari, rettore del Seminario, che si avvale del contributo del suo vicerettore don Guido Maria Conforti, che diventerà direttore il 9 novembre 1893

### Il Seminario Emiliano per le Missioni Estere
Il 9 marzo 1894 don Guido Maria scrive al cardinale Ledόchowski, prefetto della Sacra Congregazione di “Propaganda Fide”, manifestandogli il suo desiderio di fondare, per l'Emilia-Romagna, un Seminario Missionario. Il cardinale incoraggia il progetto e il 3 dicembre 1895, festa di San Francesco Saverio, Conforti inaugura il “Seminario Emiliano per le Missioni Estere”, in Borgo del Leon d'Oro, con l'approvazione del vescovo di Parma Francesco Magani, il quale, tre anni dopo, riconosce la nuova istituzione come “Congregazione di San Francesco Saverio per le Missioni Estere”, di diritto diocesano.

### I primi missionari in Cina
Il 4 marzo del 1899 mons. Conforti invia in Cina i primi due suoi missionari: padre Caio Rastelli e lo studente teologo Odoardo Manini, affidandoli a mons. Francesco Fogolla che rientrava in quel Paese. Il 9 luglio 1900, nella rivolta dei “Boxer”, vengono uccisi i vescovi Gregorio Grassi e Francesco Fogolla insieme ad altri religiosi. Anche padre Caio Rastelli muore giovanissimo, nel febbraio 1901. Conforti ingiunge allora a Manini, nel frattempo ordinato sacerdote, di rientrare in patria. Dopo questa prima sfortunata spedizione Conforti prepara un secondo gruppo di suoi missionari per la Cina: il 18 gennaio 1904 partono da Parma i padri Giovanni Bonardi, Giuseppe Brambilla, Luigi Calza e Antonio Sartori; ad essi seguono altri missionari negli anni seguenti. Nel 1911 la Prefettura dell'Henan Occidentale, il nuovo territorio cinese affidato ai Saveriani, viene elevata a Vicariato Apostolico e padre Luigi Calza è nominato Vicario Apostolico, il primo vescovo saveriano. Lo consacrerà lo stesso mons. Conforti in Cattedrale a Parma il 21 aprile del 1912.

## La nuova Casa Madre
Già all'inizio dell'anno scolastico 1896-1897 la sede di Borgo del Leon d'Oro era ormai al limite della capienza; maturava allora l'esigenza di trasferire il Seminario Emiliano in una nuova, più ampia e definitiva sede: la futura Casa madre dei Missionari Saveriani. Acquistata una consistente area a sud della città, la prima pietra del nuovo Istituto viene posta dal vescovo Magani il 24 aprile 1900; gli alunni missionari traslocano nell'edificio il 7 novembre 1901. La fondazione di Conforti supera subito i confini dell'Emilia e da “Seminario Emiliano” diventa “Congregazione di San Francesco Saverio per le Missioni Estere”. Il 4 marzo 1906 ottiene il Decretum laudìs, per cui la Congregazione passa sotto il diritto pontificio. Nel 1919 mons. Conforti apre a Vicenza la prima casa apostolica dell'Istituto. Lo sviluppo della congregazione vede, negli anni successivi, il nascere di altre case in Italia, che raggiungono in breve una ventina di comunità. Ad esse farà seguito ben presto l'apertura di presenze saveriane in tutto il mondo.

### Ministero episcopale

#### Arcivescovo di Ravenna
Dopo la morte del cardinale Agostino Riboldi, papa Leone XIII nomina Conforti alla guida dell'arcidiocesi di Ravenna, allora sede cardinalizia, nel corso del Concistoro del 9 giugno 1902; poté così stringere rapporti con il vescovo di Forlì, Raimondo Jaffei, che poi accolse nella sua diocesi i saveriani. A Ravenna mons. Guido Maria trova una situazione di tipo politico e sociale molto impegnativa, ma non dimentica il suo Istituto missionario a Parma. Il carico di lavoro e di preoccupazioni che si sovrappongono alla cura dell'Istituto saveriano, oltre ai difficili problemi dell'arcidiocesi di Ravenna, gli provocano un notevole stress con seri problemi di salute, anche per il clima ravennate non favorevole alla sua condizione fisica. Ormai al limite delle sue possibilità, il 10 agosto 1904 Conforti indirizza a Pio X, subentrato nel frattempo a Leone XIII, una lettera di dimissioni da arcivescovo di Ravenna, che il Pontefice accetta a malincuore. Il disegno “romano” a cui aveva guardato forse con favore Leone XIII si scontra ora con i limiti fisici di Conforti, ma, soprattutto, con le ragioni del cuore, intimamente legate al suo giovane Istituto missionario.

#### Arcivescovo titolare di Stauropoli
Non essendo all'epoca ancora previsto il titolo di “arcivescovo emerito”, Conforti, il 14 novembre 1904, è traslato alla Chiesa titolare arcivescovile di Stauropoli, antica sede episcopale in Turchia, corrispondente alla Afrodisia di età classica e all'odierno villaggio di Geyre.

#### Arcivescovo-Vescovo di Parma
Con la rinuncia a Ravenna mons. Conforti torna a Parma e risiede nell'Istituto da lui fondato, convinto di avere pochi anni di vita. Il vescovo di Parma, mons. Magani, ormai vicino agli ottant'anni, chiede al papa Pio X, un vescovo coadiutore con diritto di successione e la scelta cade su mons. Conforti, quasi completamente ristabilito in salute, a tre anni dalle dimissioni da arcivescovo di Ravenna. La nomina pontificia è del 24 settembre 1907, ed è resa nota da mons. Magani con una lettera alla diocesi, in cui rivendica il merito di aver segnalato al Papa “un nome caro al nostro cuore non solo, ma bene accetto e stimato pure dai nostri diocesani”. Non passano tre mesi dalla nomina a coadiutore che il vescovo Magani muore improvvisamente, il 12 dicembre 1907. Parma ha in Guido Maria Conforti il nuovo titolare; egli prende possesso solenne della diocesi il 25 marzo 1908, e la governa ininterrottamente per 24 anni, fino al 5 novembre 1931, giorno della sua morte.
Il 20 aprile 1927 era stato elevato al titolo onorifico di Arcivescovo Assistente al Soglio Pontificio.

### Un'attività instancabile
Affrontando innumerevoli disagi mons. Conforti compie cinque visite pastorali alle trecento parrocchie della diocesi, con migliaia di chilometri fatti a piedi, a cavallo, in carrozza, in automobile e persino a dorso di mulo, dalla “bassa” padana agli Appennini parmensi. Sono migliaia le udienze concesse a tutti coloro che bussano alla sua porta, migliaia le lettere indirizzate ai suoi sacerdoti, ai confratelli d'episcopato, alla Curia romana, a quanti si rivolgono a lui per bisogni materiali e spirituali. A questo aggiunge l'attività in seno al suo Istituto, che divide con gli impegni della diocesi. Celebra due sinodi diocesani, istituisce e promuove l'Azione Cattolica, cura la cultura e la santità del clero, la formazione dei laici, la stampa cattolica. Nel 1911 affronta la questione dell'eresia modernista, causa di forti tensioni nei seminari e nel clero. Conforti chiede uno sforzo per fondare associazioni cattoliche, soprattutto giovanili, e per coltivare le vocazioni al sacerdozio. Affronta anche due fenomeni sociali urgenti: l'immigrazione, soprattutto dalla montagna, e il lavoro di donne e ragazzi. Fu amato dalla gente di ogni cultura e ceto sociale. Nella testimonianza del 17 dicembre 1947, Saffo Marani dichiara: “Era tanto Santo che la gente per strada non solo lo salutava ma gli lasciava tutto il marciapiede e delle persone si inginocchiavano in mezzo alla strada per ricevere la benedizione del Vescovo. E anche all'Oltretorrente, dove permaneva l'ambiente più ostile al Clero e alla Chiesa, queste scene non mancavano di essere notate. E io, signora Marani, aggiungo che quando Mons. Conforti veniva in via Bixio vedevo la gente con rispetto eccezionale... Mons. Conforti aveva rifiutato l'automobile che intorno al 1924 era stata offerta al Vescovo, e rifiutando il dono avrebbe detto che meglio gli sarebbe tornato utile il corrispondente in danaro per usi di beneficenza.”

### L'Ordine Costantiniano di San Giorgio
In qualità di vescovo di Parma, il 9 aprile 1908 Conforti è nominato Gran Priore del Sacro Angelico Imperiale Ordine Costantiniano di San Giorgio, antica istituzione cavalleresca di ispirazione militare e religiosa d'origine farnesiana, con sede storica presso la chiesa Magistrale della Steccata. La carica di Gran Priore, per decreto della duchessa di Parma Maria Luigia del 28 luglio 1826, successivamente riconfermato, fu “riunita ed annessa costantemente alla Dignità Episcopale pro tempore della diocesi di Parma”. Unitamente all'on. Giuseppe Micheli e al sen. Giovanni Mariotti, Conforti si prodiga per recuperare a Parma l'autonomia amministrativa dell'Ordine, i cui beni erano passati nel 1860 sotto il controllo del nuovo Stato unitario italiano e la loro gestione annessa all'Ordine dei Santi Maurizio e Lazzaro. Solo nel 1922 l'amministrazione costantiniana, giunta inalterata ai giorni nostri, viene nuovamente resa autonoma e costituita in ente, governato dalle principali autorità parmensi.

### Lo sciopero agrario del 1908
Uno sciopero con violenti scontri tra manifestanti e le forze dell'ordine, che si protrarrà per molte settimane senza esclusione di colpi, segna la vita della città e delle campagne nel 1907-1908, coinvolgendo da una parte la classe contadina e dall'altra gli agrari di gran parte della Provincia di Parma. Si innesca una serie di tensioni e di provocazioni tra il sindacato e i proprietari terrieri. Nel giugno 1908 la Camera del Lavoro è occupata dai soldati che presidiano il territorio. Mons. Conforti, da poco nominato vescovo, resta in città accanto alla gente in questo difficile momento, attivandosi in un'opera di pacificazione e di superamento dei conflitti sociali. In una lettera del 16 aprile di quell'anno rivolge un forte “appello alla pacificazione e alla concordia”, esprimendo una dura condanna della violenza, nella convinzione che i conflitti fra padronato e lavoratori possono essere risolti solo attraverso la trattativa, raccomandando di fare “ragione delle mutate condizioni dei tempi e del lavoro”.

### La grande guerra
L'intensa partecipazione di Conforti alla vita della città si espresse anche durante gli anni della prima guerra mondiale, con un'assidua azione a favore delle vittime del conflitto. Pur senza abbandonarsi a passioni interventiste e assecondando la linea pastorale di Benedetto XV, orientata al negoziato, mons. Conforti condivide appieno i drammi e le angosce della città e della Provincia, duramente provate. Molte sono le visite del vescovo ai feriti negli ospedali militari, accanto ai più poveri e tra la gente comune; un impegno di carità che accentua la sua attenzione costante verso le situazioni di disagio sociale e di dolore. Vittorio Emanuele III, per quanto ha fatto in tempo di guerra a favore dei feriti negli ospedali militari, nel gennaio 1919 vuole insignirlo della croce di Grande Ufficiale dell'Ordine dei Santi Maurizio e Lazzaro. Conforti risponde testualmente al Re: “Maestà …non trovo nel mio modesto apostolato nessun atto personale così distinto pel quale abbia potuto meritare la sovrana Vostra considerazione”, comunicando inutilmente al Segretario di Stato Vaticano cardinale Pietro Gasparri di essere “alieno per indole e per massima da tutto ciò che poteva richiamare l'attenzione del pubblico sulla povera mia persona e pregava il Signor Prefetto a voler desistere da qualsiasi pratica al riguardo”.

### L'Unione Missionaria del Clero
Agli impegni di vescovo diocesano e di superiore di un Istituto missionario, si aggiunge per Conforti una grande attività a sostegno del crescente spirito missionario della Chiesa Italiana. Nel febbraio 1916 il missionario di Milano padre Paolo Manna, oggi beato, viene a Parma per incontrare mons. Conforti e poter dare così inizio all'“Unione Missionaria del Clero” (U.M.C.). Gli statuti, presentati al Papa dallo stesso Conforti, sono approvati a Roma il 31 ottobre 1916. Il 12 giugno 1918 ha luogo nell'Episcopio di Parma la prima riunione dell'U.M.C., ristretta ai rappresentanti degli Ordini religiosi e degli Istituti missionari italiani, dove, a voti unanimi, mons. Guido Maria Conforti viene designato primo Presidente Nazionale. La proposta è subito accolta dalla Santa Sede. Fra i membri del Consiglio dell'U.M.C. presieduto da Conforti è presente anche mons. Angelo Roncalli, futuro papa Giovanni XXIII. L'U.M.C. è per Conforti l'esperienza che porta a compimento la sintesi interiore tra il suo ministero sacerdotale ed episcopale e la sua vocazione missionaria.

### La discesa in campo dei cattolici
Finita la guerra Conforti vede con favore, anche a causa dei suoi antichi rapporti di collaborazione con l'on. Giuseppe Micheli, la discesa in campo dei cattolici. Convinto tuttavia che l'impegno nel sociale sia da affidarsi prevalentemente ai laici, non incoraggia la partecipazione diretta del clero alla vita politica. La costituzione del Partito Popolare è salutata dal vescovo di Parma anche come un momento di chiarificazione dell'impegno politico e sociale dei cattolici. Se non manca dunque un aperto incoraggiamento al neonato partito di ispirazione cristiana, nitida è tuttavia la distinzione fra azione religiosa e azione politica, in un rapporto che negli anni successivi non sarebbe stato né semplice né facile, ma che poteva far compiere ai cattolici parmensi il necessario salto di qualità da un generico impegno sociale ad una più chiara distinzione fra impegno cattolico e militanza politica.

### Approvazione delle Costituzioni saveriane
Il 1920 segna per mons. Conforti il 25.mo anniversario della fondazione dell'Istituto Missionario saveriano. La commemorazione si svolge il 3 dicembre con la Messa celebrata dal fondatore. Pochi giorni dopo, il 6 gennaio 1921, la Santa Sede approva definitivamente le Costituzioni dell'Istituto. Mons. Conforti le trasmette ai confratelli accompagnandole con una lettera circolare nella quale mette tutto il suo cuore e tutto ciò che la struttura giuridica delle Costituzioni non permetterebbe. Tale lettera, del 2 luglio 1921, per la sua importanza sarà definita la “Lettera Testamento” e rappresenta la sintesi della spiritualità confortiana in materia di consacrazione religiosa a finalità missionaria. Il 24 ottobre 1921 papa Benedetto XV nomina Conforti Superiore Generale a vita del suo Istituto missionario.

## Le barricate di Parma
Finita la guerra, dal 1921 si assiste a violente contrapposizioni fra le prime squadre fasciste e gruppi della sinistra, con provocazioni anche contro sacerdoti, associazioni cattoliche, organizzazioni sindacali “bianche”, sedi e persone appartenenti al Partito Popolare. In un crescendo di violenza si giunge alle note barricate nell’”Oltretorrente” di Parma dell'agosto 1922, fatte di vecchi mobili, carretti, panche, con scontri che registrano alcuni morti e feriti. Arrivano squadre di camicie nere anche da fuori Parma. Mons. Conforti propone una tregua di pacificazione, mentre si intrecciano trattative per far cessare i combattimenti. In un momento in cui ci si aspetta l'inizio di uno scontro cruento che pare inevitabile, il vescovo, dopo essere passato dal Prefetto, affronta il comando fascista in uno storico incontro con Italo Balbo e fa pubblicare un appello alla cittadinanza, che bene esprime la volontà di pace del suo vescovo. Nella notte fra il 5 e il 6 agosto il comando fascista ordina la smobilitazione. Italo Balbo e i suoi uomini abbandonano la città. Nei borghi e nelle piazze la popolazione esulta; è risparmiato alla città un ulteriore spargimento di sangue. Alla preziosa mediazione del santo vescovo la voce popolare attribuì la positiva soluzione della pericolosa situazione vissuta dalla città in quei giorni.

### Conforti e padre Lino
Padre Lino Maupas (1866-1924), frate francescano, fu cappellano dell'Annunziata, chiesa situata nel cuore dell'”Oltretorrente” di Parma, per diventare poi cappellano del carcere e quindi del riformatorio minorile della Certosa di Parma. Mosso da un'immensa carità “di strada” che lo spinse quotidianamente al soccorso dei più poveri, alla costante ricerca delle situazioni estreme di miseria e di disagio nei vecchi borghi, fu di aiuto alle famiglie indigenti, di assistenza agli anziani, agli emarginati, ai carcerati. Mons. Conforti e padre Lino si incontrarono in più occasioni, perché comune era lo spirito che li animava verso la gente e i più bisognosi. Scrive padre Pietro Rossi: “Padre Lino fu il tramite della carità del vescovo”, aggiungendo la testimonianza di don Ferruccio Botti, storico parmense, ordinato sacerdote da Conforti nel 1927: “Ricordo il giorno in cui in episcopio vidi Padre Lino nell'anticamera di mons. Conforti e questi che usciva poco dopo ad accoglierlo amorevolmente. Allora io vidi, e mai dimenticherò, l'incontro di due santi: l'uno umile fraticello, idolo della plebe, eroe della carità, infaticabile lavoratore a bene del popolo nelle sue classi più umili e diseredate; l'altro il vescovo insonne, proteso in ogni istante della sua vita al bene spirituale dei suoi figli. A tutti non capita di vedere l'incontro di due santi come è capitato a me in quel giorno fortunatissimo.”

### Il viaggio in Cina

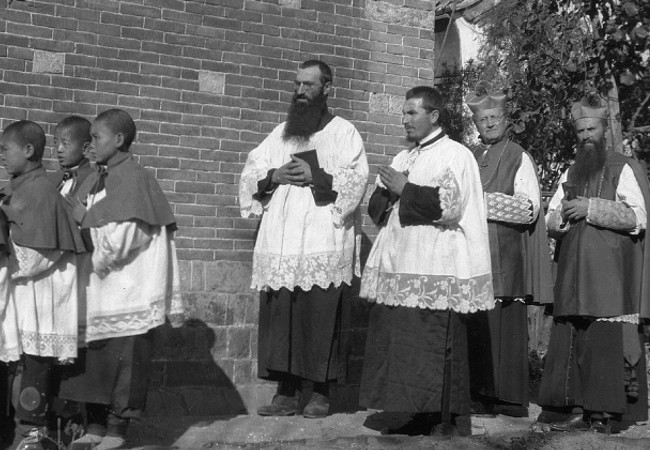
Viaggio in Cina

Nell'autunno 1928 mons. Conforti concretizza un suo antico sogno: poter visitare i suoi missionari in Cina. Il 21 settembre si imbarca a Marsiglia, arrivando a Shanghai il 26 ottobre. Rientra via terra, con la transiberiana, accompagnato sempre da padre Giovanni Bonardi, e arriva a Parma il 28 dicembre 1928. Le soste nelle varie residenze dei suoi saveriani, i contatti con i vescovi e i vicari apostolici locali, gli offrono un insieme di informazioni, osservazioni, esperienze che gli fanno sperimentare, in questo viaggio, la realtà missionaria diretta, il senso più profondo della sua chiamata giovanile all'apostolato dell'annuncio evangelico. Quasi profetica è la sua nota: “La prima impressione che si riceve nell'entrare in territorio cinese è quella di trovarsi in mezzo a un popolo che molto promette del suo avvenire e che in tempo non lontano avrà forse la maggior influenza sopra l'equilibrio mondiale, che non potrà fare senza di lui”. Questo viaggio tra i suoi missionari in Henan va visto soprattutto alla luce della vocazione missionaria di Conforti. In fondo a tutte le ragioni che lo hanno portato in Cina c'è la sua vocazione, la quale, dopo decenni di visione ideale e di echi lontani, si è ora concretizzata.

### La morte

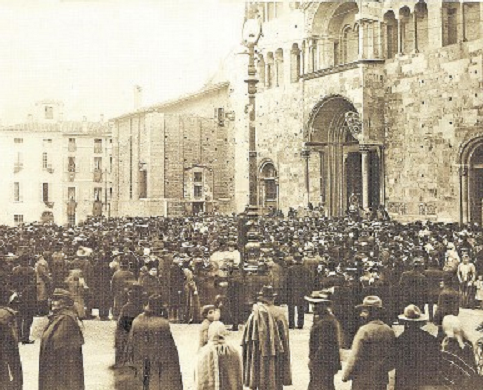
I funerali di mons. Conforti

Rientrato dalla Cina, mons. Conforti riprende a Parma l'attività pastorale ordinaria, ma il suo fisico è ormai molto provato. Ammalatosi a fine ottobre, muore in Episcopio il 5 novembre 1931. I funerali si svolgono in forma solenne con grande concorso di autorità, di clero e di persone di ogni condizione sociale. Il feretro sfila in un interminabile corteo per le vie principali della città, compreso l'Oltretorrente, prima di arrivare alla basilica Cattedrale. È la città intera che partecipa, al punto che nell'omelia funebre mons. Giovanni Cazzani, vescovo di Cremona, si chiede: “È un funerale questo o un trionfo? È il funerale di un uomo caduto sotto la falce della morte o è il trionfo di un santo esaltato alla gloria del cielo?”. Il centro della città è stipato di folla. Oltre centomila persone si sono strette intorno al proprio vescovo per l'ultimo saluto. È tanta la ressa che devono intervenire i vigili municipali per regolare il movimento delle persone. La salma è infine inumata nella cappella di Sant'Agata, in Cattedrale.

### Traslazione della salma alla Casa Madre
A fine aprile 1942 il Capitolo della Cattedrale di Parma dà parere favorevole alla richiesta dei Saveriani per la traslazione dei suoi resti mortali nella cappella della loro Casa madre, in viale San Martino. Dopo la ricognizione sulla salma e i lavori necessari per il sarcofago, opera dell'arch. Lamberto Cusani, l'8 novembre 1942, in una città segnata dal timore per i bombardamenti alleati, una folla enorme accompagna la traslazione. Le cronache del tempo parlano di oltre trentamila persone. Nel 1959, terminata la grande chiesa nell'Istituto Saveriano, la cui costruzione era un antico sogno dello stesso fondatore, il sarcofago marmoreo viene posto in questo nuovo ambiente. In occasione della sua beatificazione, il 17 marzo 1996, il sepolcro trova definitiva collocazione al centro dell'abside, sotto il grande mosaico, dove tutt'oggi è venerato.

## Le Missionarie di Maria (Saveriane)
Un altro avvenimento che ha segnato la storia dei Saveriani nei decenni successivi alla morte del Conforti è stata, nel 1945, la fondazione della Società delle Missionarie di Maria – Saveriane, che hanno lo scopo di affiancarli nel loro apostolato. Era questo un desiderio del santo fondatore, ma egli morì senza poterlo attuare: l'Istituto delle Saveriane fu realizzato dal saveriano padre Giacomo Spagnolo e da Celestina Bottego, nipote del celebre esploratore Vittorio.

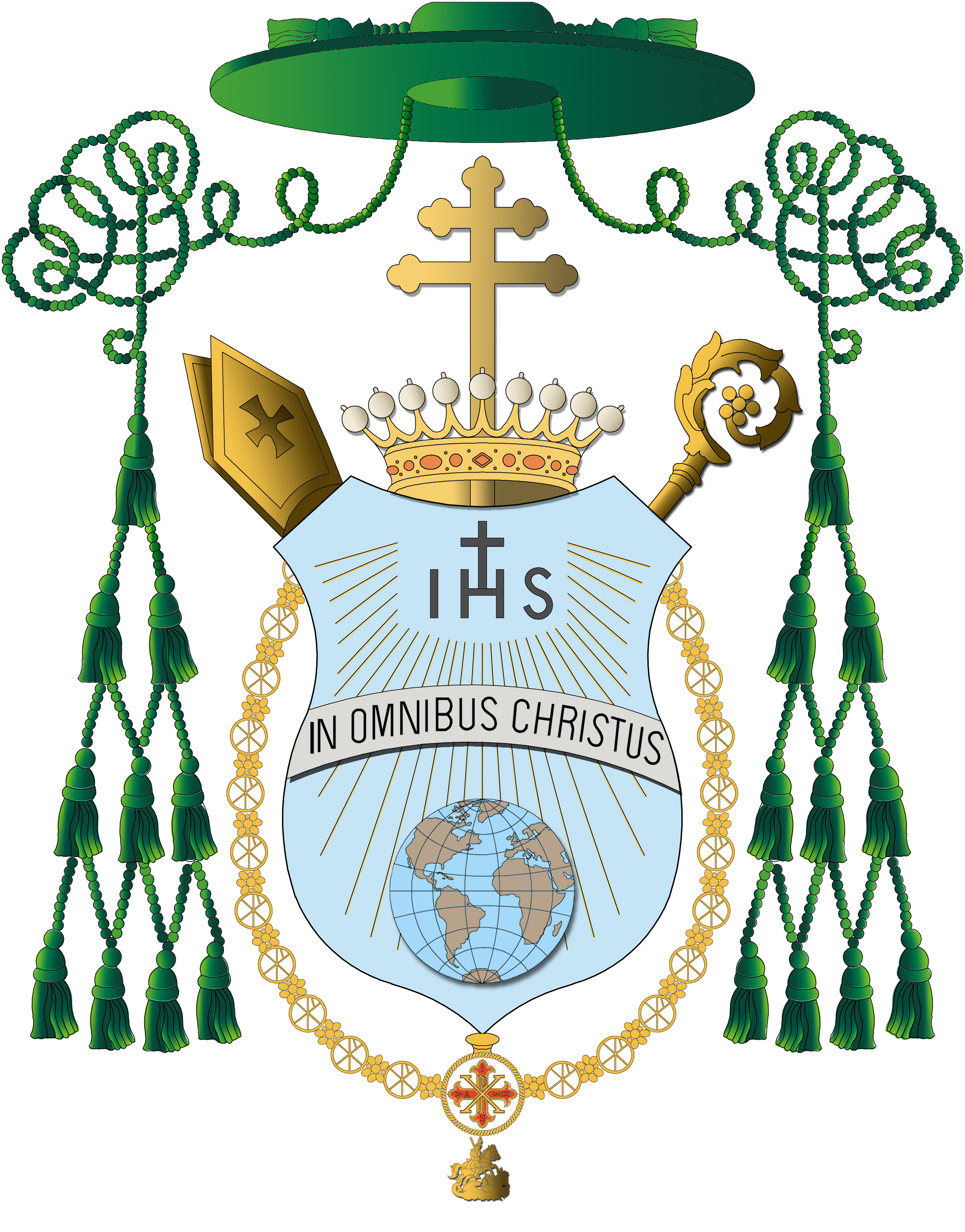
Stemma episcopale di mons. Conforti

## Lo stemma
L'arma arcivescovile di Guido Maria Conforti, come per molti vescovi e cardinali, ha un significato di carattere spirituale, con il trigramma IHS sormontato dalla croce latina che, su fondo azzurro, irradia raggi di luce sul mondo, simbolicamente raffigurante il suo programma di missione ed evangelizzazione. Lo scudo è caricato da una fascia con il suo motto “In omnibus Christus”. A corredo dello stemma sono ancora visibili la mitria e il bastone pastorale, simbologie poi abolite da Paolo VI. Lo scudo è accollato a una croce astile d'oro trifogliata a due bracci traversi. È sormontato dalla corona di principe (stemma ravennate) o di conte (stemma parmense), dignità nobiliari riconosciute fin dal Medioevo ai vescovi delle diocesi di Ravenna e di Parma. Lo stemma di Conforti a Ravenna (1902-1904) è attorniato dal pallio arcivescovile, mentre quello in uso come arcivescovo-vescovo di Parma è invece decorato con il collare di Gran Priore del S.A.I. Ordine Costantiniano di San Giorgio.

## Il culto

### I miracoli
Sono numerose le notizie di grazie straordinarie attribuite all'intercessione di Guido Maria Conforti, segnalate sia in Italia, sia in altre parti del mondo dove operano i Saveriani. Significativi sono i due episodi che la Chiesa ha esaminato in vista della beatificazione e della canonizzazione, ed è eloquente che essi abbiano avuto luogo in terre di missione. In Burundi, nell'ottobre del 1965, per sua intercessione, una ragazza di dodici anni, Sabina Kamariza, ormai dimessa senza speranza dall'ospedale di Bujumbura, capitale del Burundi, ritorna alla vita. In Brasile, Thiago Joâo Dos Apostolos Souza, nato prematuro il 3 agosto 2003, a Santa Luzia, nella diocesi di Belo Horizonte, fu strappato alla morte per cause umanamente inspiegabili. Guido Maria Conforti, con la sua intercessione, rispose all'appello delle preghiere.

### Il processo di canonizzazione
Nel 1941, a dieci anni dalla morte, in seguito al perdurare della fama di santità, mons. Evasio Colli, primo successore di Conforti come vescovo di Parma, apre il processo ordinario informativo sulla fama di santità, sulle virtù, sui miracoli e sugli scritti del suo predecessore. Il processo si conclude nel settembre 1942. Nel 1961 viene celebrato il processo apostolico presso la Curia di Parma e concluso a Roma; postulatore della causa di beatificazione fu don Luigi Grazzi, padre saveriano. L'eroicità delle virtù di Guido Maria Conforti viene approvata con decreto l'11 febbraio 1982.
È beatificato da papa Giovanni Paolo II, nella basilica di San Pietro, il 17 marzo 1996. Il 23 ottobre 2011, nel corso di una solenne cerimonia in piazza San Pietro, è canonizzato da papa Benedetto XVI.

### Venerato in Terrasanta
Una reliquia “ex corpore” di San Guido Maria Conforti è oggetto di venerazione anche in Terrasanta, al seminario “Redemptoris Mater”. Situato in Israele, presso la “Domus Galilaeae” del Patriarcato Latino di Gerusalemme, sul monte delle Beatitudini, si affaccia sul lago di Tiberiade proprio al di sopra di Tabgha e Cafarnao. Accompagnata dalla formale certificazione rilasciata dal postulatore, il saveriano padre Guglielmo Camera, la reliquia è stata portata in Galilea da una delegazione parmense e consegnata nelle mani del Rettore del Seminario il 31 dicembre 2013, nel corso di una cerimonia che si è svolta alla presenza dei seminaristi, in un clima di comprensibile emozione per la particolarità del luogo, sulla montagna dove Gesù parlò ai suoi discepoli, enunciando le beatitudini, che sono i modelli di vita cristiana. San Guido Maria Conforti ricorda nei suoi diari il monte delle Beatitudini come “il più celebre dei monti”, secondo solo al monte del Calvario, quando, diretto in Cina nel 1928, transitando per il canale di Suez, rivolse il suo sguardo verso il Sinai e la Terrasanta.
La memoria liturgica ricorre il 5 novembre, giorno della sua morte.

## Galleria d'immagini

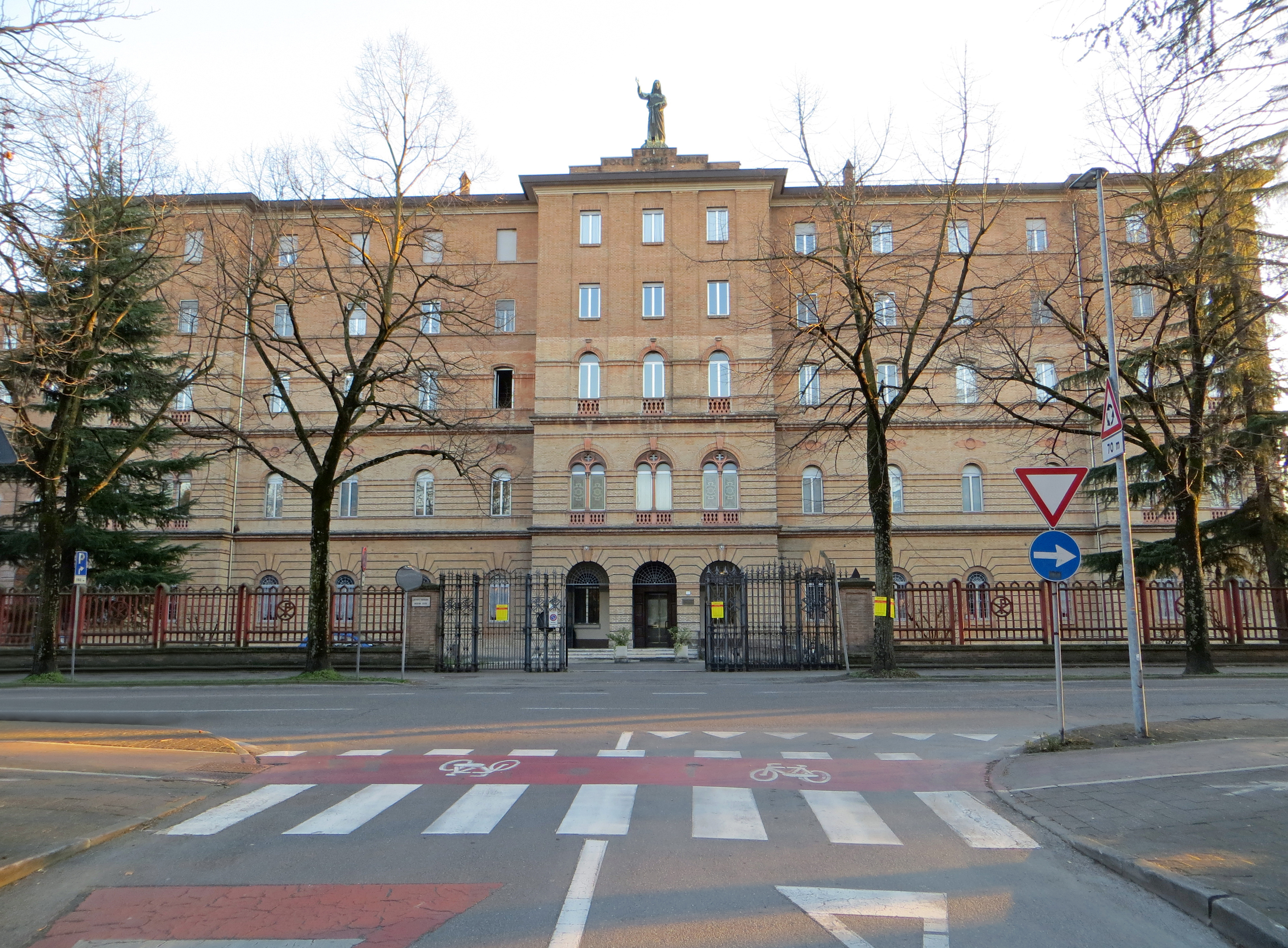
Casa madre dei Missionari Saveriani
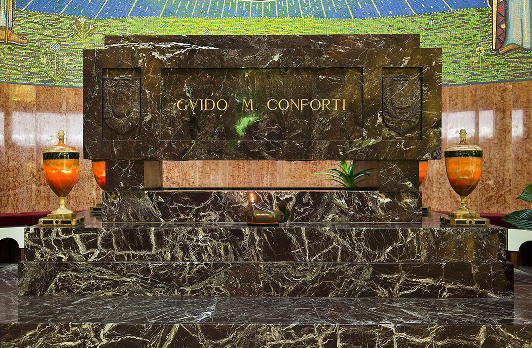
Casa madre, sarcofago del santo
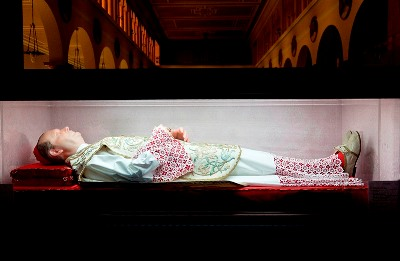
Casa Madre, spoglie del santo
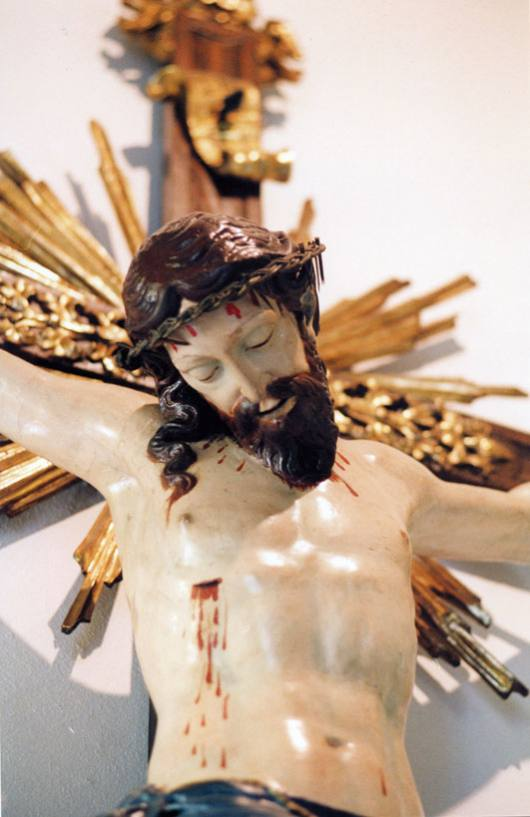
Casa Madre, crocefisso della vocazione
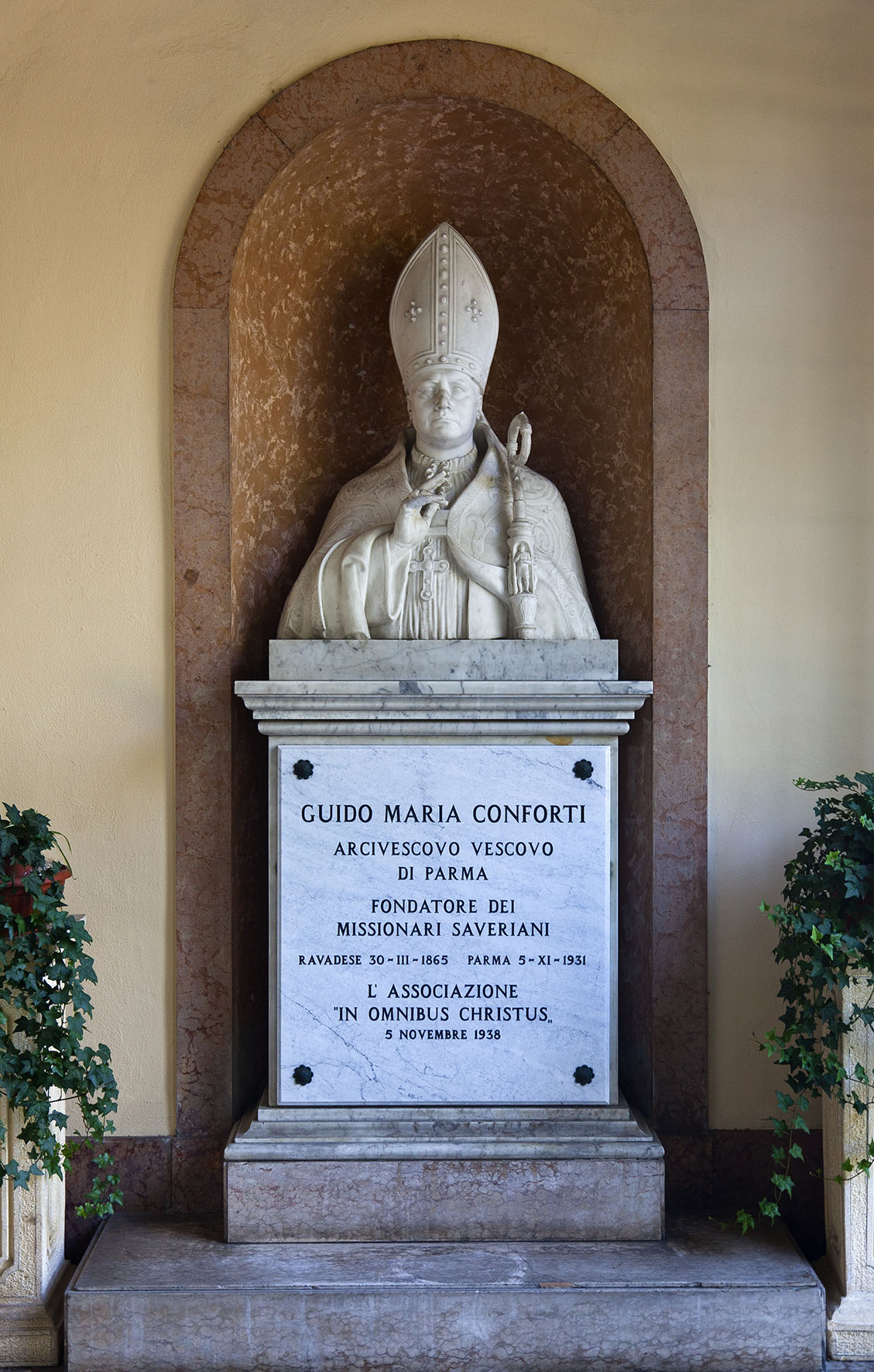
Casa Madre, busto del santo
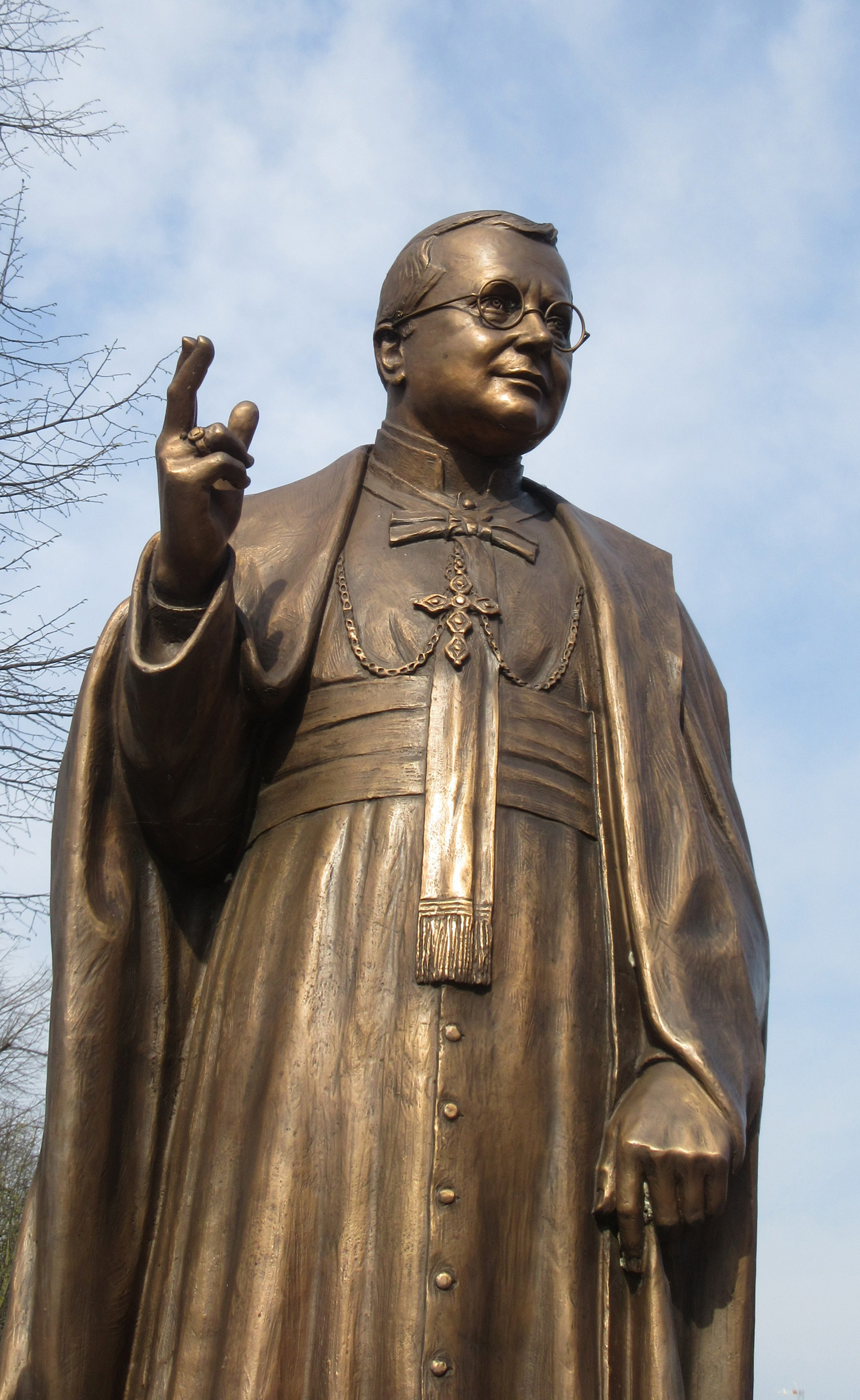
Piazza del santuario della Beata Vergine del Santo Rosario, busto del santo

## Genealogia episcopale
La genealogia episcopale è:
- Cardinale Scipione Rebiba
- Cardinale Giulio Antonio Santori
- Cardinale Girolamo Bernerio, O.P.
- Arcivescovo Galeazzo Sanvitale
- Cardinale Ludovico Ludovisi
- Cardinale Luigi Caetani
- Cardinale Ulderico Carpegna
- Cardinale Paluzzo Paluzzi Altieri degli Albertoni
- Papa Benedetto XIII
- Papa Benedetto XIV
- Papa Clemente XIII
- Cardinale Marcantonio Colonna
- Cardinale Giacinto Sigismondo Gerdil, B.
- Cardinale Giulio Maria della Somaglia
- Cardinale Carlo Odescalchi, S.I.
- Cardinale Costantino Patrizi Naro
- Cardinale Lucido Maria Parocchi
- Arcivescovo Guido Maria Conforti